# Transamérica Rio de Janeiro
Transamérica Rio de Janeiro é uma emissora de rádio brasileira sediada no Rio de Janeiro, capital do estado homônimo. Opera no dial FM na frequência 101,3 MHz e é uma filial da Rede Transamérica.

## História
Quinta emissora própria da Rede Transamérica, a Transamérica FM do Rio de Janeiro foi lançada em 23 de outubro de 1977 e era localizada junto ao Estúdio Transamérica, que cumpria a mesma função do estúdio em São Paulo servindo para produção de programas e edição de LPs para artistas mediante aluguel. Tal qual as demais filiais, a programação inicial da Transamérica FM era essencialmente musical, segmentada ao formato adulto-contemporâneo (MPB, jazz, blues e música instrumental) voltado as classes A e B, trazendo também pequenos boletins informativos. Todos os módulos eram gravados em fitas de rolo em São Paulo e enviados para a filial.
Em 1979, a Transamérica FM aparecia na quarta colocação entre as rádios mais ouvidas do Rio de Janeiro, sendo a segunda mais ouvida no FM com 46 mil ouvintes (disputando a preferência com a Rádio Cidade, líder com larga vantagem). Com o avanço dos anos, a Transamérica FM perdeu audiência frente ao surgimento das demais FMs. Em 1981, aparecia em 10.º lugar na listagem de emissoras mais ouvidas do Rio de Janeiro, com 2,49%. Nesta década, a rede Transamérica FM investiu em conteúdo ao vivo nas filiais e no segmento jovem como forma de alavancar a audiência.
Em 1985, estreia os boletins O Planeta em Órbita, derivado do sucesso do tabloide O Planeta Diário. No entanto, permaneceram pouco tempo no ar por conta das críticas e reclamações de leitores-ouvintes ao texto e ao conteúdo que supostamente iam ao ar "distorcidos" comparado ao jornal. Os investimentos em produção local e produtos de humor fizeram a emissora saltar da oitava colocação para a segunda colocação na pesquisa do Ibope (de 40 mil para 160 mil ouvintes por hora). No auge, disputava a preferência do público com as rádios Cidade e 98 FM. Alguns dos nomes de destaque da época foram Selma Vieira e Adriana Riemer. A rádio fugiu algumas vezes do padrão pop tocando até funk e axé. Hoje em dia, possui normalmente sua programação pop/rock.
Com a implementação da Rede Transamérica via satélite, a partir de 1991, a emissora passou a retransmitir alguns programas da sede paulista. Em 2000, passou a ser chamada de Transamérica Pop Rio de Janeiro com a divisão das vertentes da rede, sendo esta afiliada à Transamérica Pop.
Em janeiro de 2001, entrou no ar a equipe esportiva local da emissora. A equipe esportiva seguia a mesma linha da emissora, puxando para o humor os comentários esportivos. Até 2008, contava com nomes como Marcelo Barros, Leonardo Baran, Marco Palito, Clayton Carvalho, Felipe Rolim e Fernanda Gentil. Na época, Alvaro José dirigia o Comercial e Conteúdo e saiu neste ano. Logo após, viveu uma crise no setor, que chegou a ter a divisão esportiva desativada por falta de patrocínios e pela baixa audiência. Em março de 2012, retomou a equipe de esportes, mesmo sem muito sucesso, com Edílson Silva e Ronaldo Castro, além de Ricardo Moreira, Alexandre Chalita, Calos Alberto Parizzi e Gonçalves.
Em 2014, a emissora passa a ter na equipe o Garotinho, além de Gérson Canhotinha de Ouro, Gilson Ricardo, Bruno Azevedo e Bruno Cantarelli, indo nos lugares de Edílson Silva, Ronaldo Castro, Carlos Alberto Parizzi, Hélio Júnior, Nunes, Sérgio Guimarães e Rogério Ribeiro, que passaram a ocupar o lugar destes na Bradesco Esportes FM. Além destes, vieram também os narradores Fernando Bonan e Ruy Fernando, os comentaristas Áureo Ameno e Formiga e a repórter Andréa Maciel. Permaneceram na equipe o narrador Alexandre Chalita e o narrador, repórter e plantonista Rodrigo Gomes.
Em abril de 2015, Garotinho deixa a Transamérica e se muda para a Super Rádio Tupi ao lado de Gilson e Gérson. Mesmo assim, continuará comandando a equipe da rádio. Após as saídas destes, saíram da equipe também os narradores Alexandre Chalita e Fernando Bonan e o comentarista Áureo Ameno.
Em agosto de 2016, a Transamérica contrata o repórter Sérgio Américo, ex-Tupi, mas ele deixa em novembro para se integrar a Bradesco Esportes FM. Em 14 de outubro de 2017, terminou a parceria de 2 anos feita pela Transamérica com o portal FutRio para a transmissão de jogos dos times cariocas, causando a saída dos profissionais do site que trabalhavam na rádio, fazendo com que restassem apenas três profissionais na equipe. No final de 2019, a emissora encerrou a programação esportiva e a equipe foi dispensada. No dia 9 de agosto de 2020, a emissora estreou uma nova equipe esportiva, agora sendo liderada por Eder Luiz, chefe nacional do esporte na Rede Transamérica, tendo as transmissões exibidas pela rádio carioca.
No primeiro ano, a equipe era formada pelos narradores Sidnei Marinho e Marcos Braga, os comentaristas José Eduardo Savóia e Vitor Costa, os repórteres Sidnei Tadeu e Marcelo Marinho, além do apresentador Román Laurito, Dinho Oliveira e o humorista Renato Tortorelli.
Em maio de 2018, estreia o programa POPLine Transamérica, uma parceria da rádio com o portal de conteúdo musical POPLine. A atração fica no ar até o ano seguinte, quando é transferido para a Mix FM Rio.
Em 2019, com a mudança de formato da Rede Transamérica e a unificação de suas portadoras (Pop, Light e Hits) a Transamérica passou a adotar o formato jovem/adulto, com foco no Pop e no Rock nacional e internacional com o objetivo de atrair um público entre 25 e 49 anos. Com isso, a até então Transamérica Pop Rio de Janeiro passa a se chamar Transamérica Rio de Janeiro.